# Thomas H. Tongue
Thomas H. Tongue, född 23 juni 1844 i Lincolnshire, England, död 11 januari 1903 i Washington, D.C., var en amerikansk politiker (republikan). Han var ledamot av USA:s representanthus från 1897 fram till sin död.
Tongue efterträdde 1897 Binger Hermann som kongressledamot och avled 1903 i ämbetet. Han efterträddes sedan av företrädaren Hermann. Tongue är begravd i Washington County i Oregon.